# باتريسيو رودريغيز
باتريسيو رودريغيز (بالإسبانية: Patricio Rodríguez)‏ هو لاعب كرة مضرب تشيلي، ولد في 20 ديسمبر 1938 في سانتياغو في تشيلي.

## وصلات خارجية
- باتريسيو رودريغيز على موقع رابطة محترفي التنس (الإنجليزية)
- باتريسيو رودريغيز على موقع الاتحاد الدولي لكرة المضرب (الإنجليزية)
- باتريسيو رودريغيز على موقع كأس ديفيز (الإنجليزية)